# Seznam ameriških generalov
Seznam ameriških generalov je krovni seznam.

## Poimenski seznam
- poimenski seznam ameriških generalov

## Seznami po rodu oboroženih sil
- seznam generalov Kontinentalne vojske
- seznam generalov Konfederacije ameriških držav
- seznam generalov Zvezne vojske ZDA
- seznam generalov Kopenske vojske ZDA
- seznam generalov Vojnega letalstva ZDA
- seznam generalov Korpusa mornariške pehote ZDA
- seznam generalov Narodne garde ZDA